# Ben Sigmund
Benjamin Robert Sigmund (Blenheim, 3 febbraio 1981) è un ex calciatore neozelandese, di ruolo difensore.

## Palmarès

### Club

#### Competizioni Nazionali
- Campionato neozelandese di calcio: 1

Auckland City: 2006-2007